# Деменцова, Эмилия Викторовна
Эмилия Викторовна Деменцова (Расулова) (род. 13 февраля 1989) — кинокритик, театральный критик, журналист, редактор, публицист, преподаватель-исследователь. Ответственный редактор от России международного театрального портала The Theatre Times. Автор журналов «КиноРепортёр» и «Дискурс».
Лауреат национальной литературной премии «Золотое перо Руси», премий «Вызов — XXI век», «Русское слово», «Родная речь», «Русский Stil», международной тютчевской премии «Мыслящий тростник», Yousmi Web-Journalism Awards, «Русский Гофман» и других литературных наград. Колумнист сайта «Эхо Москвы» и «Новой газеты».
- Член Международной Ассоциации театральных критиков (IATC[2]) (2015 — н.в.);
- Член Ассоциации театральных критиков РФ (2016 — н.в.);
- Член Гильдии киноведов и кинокритиков РФ (2016 — н.в.);
- Член Союза журналистов Москвы (2014 — н.в.);
- Член Молодежного Совета СТД РФ (2013—2015);
- Член Международной Гильдии писателей (2010—2015);
- Член Молодежного центра Союза кинематографистов России (2012—2017);
- Член Theatre Communications Group (2014—2016).

В разные годы публиковалась в изданиях «The Hollywood Reporter», «Российское кино — РУСКИНО», «Новая газета», «Комсомольская правда», «Театрон», «Новый Ренессанс», «Российская газета», «Известия», «Театральный мир», «Московская правда», «Critical Stages», «European Stages», «Teatro», «Conflict Zones», «Экран и сцена», «Ревизор», «Лента.ру», «Наш фильм», «МИР 24», «Миллион», «О высоком», «Вокруг ТВ», «ЖУК», «Молодой ученый», «ЭЖ ЮРИСТ», «Российское кино — РУСКИНО», и др.

## Биография
Родилась в 1989 году в Москве. В 2005 году с отличием (медаль) окончила Центр образования № 175 г. Москвы и поступила на факультет права Национального исследовательского университета Высшая школа экономики (НИУ ВШЭ). В 2010 получила диплом отличием. (diploma magna cum laudae). За время учебы стала стипендиатом фонда Oxford Russia Fund (2006—2010), обладателем именной стипендии «Газпромбанка» («за достижения в учебе и внеучебной деятельности»), обладателем повышенной именной стипендии за научную работу и гранта проекта «Учитель-ученик» НИУ ВШЭ.
Присвоено звание «Лучший выпускник России 2010» (программа «Российские интеллектуальные ресурсы»). В 2013 году окончила Московскую школу политических исследований. В 2012 окончила федеральный i-класс Московской школы политических исследований. В 2019 с отличием окончила аспирантуру факультета искусств МГУ им. М. В. Ломоносова.

## Достижения
- 2009 — лауреат международной премии Yousmi Web-Journalism Awards-2009[4] в номинации «Лучшая рецензия[5]» в категории профессионалов[6];
- 2010 — лауреат премии «Родная речь[7]». Номинация «Интервью» — «За образцовое владение русским языком»;
- 2011 — победитель конкурса «Молодые таланты Москвы» в номинации «журналистика»;
- 2011 — лауреат премии «Русский Stil» Международной Гильдии Писателей в номинации «Публицистика» (читательские симпатии[8]);
- 2012 — лауреат премии Пятого фестиваля русской речи «Русское слово[9]»;
- 2012 — призер конкурса эссе фонда «Либеральная миссия» — «Я вырос в свободной России»;
- 2014 — Обладатель всероссийской премии «Вызов — XXI век» в номинации «Вызов — Год культуры в России[10]» (Международный пресс-клуб и Федеральное агентство по печати и массовым коммуникациям) с формулировкой «За серию художественных, содержательных, неравнодушных материалов в жанре театральной критики на популярных Интернет-ресурсах»;
- 2015 — победитель Конвейера проектов смены писателей поэтов и критиков Всероссийского молодежного форума «Таврида[11]»;
- 2015 — прошла отбор для участия в программе «Послы русского языка в мире» и Всероссийском студенческом форуме (Ростов-на-Дону, 2015);
- 2015 — лонглистер премии «Дебют» в номинации «Эссе[12]» (удостоена почетного упоминания);
- 2016 — лауреат национальной литературной премии «Золотое перо Руси[13]»;
- 2016 — обладатель гран-при Международной тютчевской премии «Мыслящий тростник» в номинации «Лучшее философское эссе[14]»;
- 2017 — обладатель диплома премии «Белый слон» Гильдии киноведов и кинокритиков РФ с формулировкой «За многочисленные блестяще написанные статьи[15]»;
- 2018 — финалист конкурса молодых журналистов-международников в номинации «Лучший репортаж по международной проблематике[16]»;
- 2019 — победитель V поэтического фестиваля «Великий праздник молодости чудной» в номинации «Эссе[17]»;
- 2019 — лауреат Всероссийской литературной премии «В поисках правды и справедливости» в номинации «Публицистика[18]»;
- 2018—2019 — лауреат международного форума молодых ученых «Ломоносов» за лучшие доклады на секции «Искусствоведение»;
- 2023 — участник творческой резиденции «Дома писателей» в Переделкино[19][20].
- 2023 — приглашенный эксперт 10й Театральной Олимпиады в Венгрии и фестиваля MITEM[21][22][23]
- 2024 — победитель в номинациях «Лучший репортаж по международной проблематике» и «Гуманитарная политика» (спецприз жюри) Конкурса молодых журналистов-международников Российского совета по международным делам[24].

## Деятельность
Чтец, лектриса, участник литературных проектов «Чехов Жив» (2015), «Война и мир. Читаем роман» (2015), «Чтец» (2015), «Это тебе» (2015), «Share your Shakespeare» (2016), Google-чтениях «Мастер и Маргарита» (2016), «#Читаем Онегина» (2017), «ЛитРес», «#Noi Ricordiamo» (2019), «Стихи — Победе» (2020).
Читала лекции о российском театре в университете Tor Vergata (Рим), Ludwig-Maximilians-Universität (Мюнхен), в рамках культурной платформы «Синхронизация» и Московской Школы журналистики «Домжур».
Вошла в число авторов международной поэтической антологии «CORONAVERSE — стихи коронавирусного времени» (2020)(издательство KRiK Publishing House).
Выступает в формате публичных лекций и творческих встреч. Гость ток-шоу каналов Россия, Россия — К (Культура), Москва 24, Царьград ТВ, Радио Свобода, ТВ Центр, канала «ТЕАТР», канал «МИР» и радиостанций «Говорит Москва», «Спутник», «Москва фм».
Ведущая и модератор Московского форума молодежных СМИ (2011, 2012) и Московской молодежной юридической конференции (2011,2012), организованных Мэрией Москвы и Департаментом семейной и молодежной политики. Получена официальная благодарность Мэра Москвы С. С. Собянина.
Лауреат конкурса художественного чтения «Лев Толстой: Я говорю миру» в номинации — индивидуальное художественное чтение, исполнительская категория «В расцвете жизни», (Москва, 2011) и конкурса чтецов им. Марины Цветаевой (2017). Приглашенный чтец проекта «Серебряный век русской поэзии» (к 135-летию со дня рождения А.Блока) (Департамент культуры г. Москвы, 2015). Победитель московского отборочного этапа библиоринга «Открой рот» (чемпионат по чтению вслух) (2016). Участие в программе «Без антракта».
Член жюри и отборщик нескольких литературных и драматургических конкурсов (НИУ ВШЭ, International Guild of Writers). Член жюри и отборщик Молодежного питчинга Молодежного центра СК РФ (2012—2014). Член жюри театрального фестиваля-лаборатории «Место действия» и национальной кинопремии российской прессы «Резонанс». Шорт-листер Всероссийского литературного конкурса «Лиффт» (2020). Член жюри фестиваля польского кино «Висла» (2017); Международного молодежного театрального форума (под эгидой МТФ им. А. П. Чехова) в Кишиневе (2012), Международного театрального фестиваля в Тбилиси (2012), Европейской театральной премии в Риме (2017), куда была приглашена в качестве эксперта от России. Отборщик Kyoto Prize candidates in Arts and Philosophy (2018) и Europe Theatre Prize (2017). Была приглашена представлять Россию на международный семинар в рамках National Theatre Festival of Romania (Бухарест, октябрь-ноябрь 2013).
Участник книжного проекта «100 современников о Юрии Любимове» (2018). Автор и ведущая программы «Культурная среда» на радиостанции «Журналист». Член ежегодной отборочной комиссии питчинга дебютантов Молодежного центра Союза кинематографистов России (2013—2015).
Участник, докладчик и спикер более чем 60 конференций и форумов в том числе «Россия. Инновации. Молодежь», «Будущее России. Перспективы развития», «Ломоносов» (2015—2019), «Театр — эпоха перемен», «YOULEAD», «YouthVoice», «Современная российская и европейская драма и театр», «Актуальные проблемы и достижения в гуманитарных науках» (2015), «Юрий Любимов в мировом театральном контексте», Всероссийский семинар-совещание молодых писателей (Оренбург-Бугуруслан 2018), «The World Theatre Process in XXI» (Баку), «World-Scene» (Болонья,2020), «Creazione di una rete nazionale degli archive digitali e delle arti dello spettcaolo» (Рим, 2020) и др.
Автор международного проекта «Алфавит спасения» (2022).

## Критика
Литературный критик Степан Кузнецов писал: «Эмилия Деменцова находит язык для своей поэзии в мрачной игре слов».
Автор издания Infocus Людмила Лаврова: "Права театральный критик Эмилия Деменцова, когда пишет: театр — «хранитель культурного и языкового наследия народа, источник вдохновения и творчества, носитель общественных ценностей».
Газета «Дятьковский вестник»: В 11-м номере «Литературной газеты» за 2021 год напечатана статья Э. Деменцовой (лауреата тютчевского международного литературного конкурса «Мыслящий тростник», друга музея) «Выдающийся чужой». Речь идет об отсутствии памятника Ф. Тютчеву в Санкт-Петербурге. Руководство музея, видные деятели культуры и искусства уже несколько лет говорят об абсурде ситуации, когда «культурная столица», где Тютчев прожил последние годы жизни и похоронен, не имеет даже памятной доски с указанием на место его службы и проживания. А ведь с Санкт-Петербургом связан целый период жизни и активной деятельности одного из видных деятелей Отечества. «Забывчивость — не порок, — пишет автор статьи, — беспамятство — хроническая болезнь, чреватая неблагоприятным исходом». "Не вызывает удивление и появление в печатных изданиях «работ», в которых налицо явное незнание биографии и творчества Тютчева, самодовольный апломб и отсутствие элементарного уважения к «именам великим». «Воздавать у нас любят при жизни обойдённым, — пишет Деменцова, — исстрадавшимся, мученикам. Но заслуженные запоздалые компенсации одним не должны влиять на поддержание памяти о других».
«Большинство театральных критиков ведут свои дневники на портале LiveJournal.com. Можно выделить лишь Эмилию Деменцову из „Комсомольской правды“, которая собрала все свои рецензии на отдельном сайте.» — пишет Ксения Рожкова в журнале Октябрь, номер 3, 2012